# 柳堀町
柳堀町（やなぎぼりちょう）は愛知県名古屋市中川区にある町名。丁番を持たない単独町名である。住居表示は実施済み。

## 地理
名古屋市中川区の北東部に位置し、東に西日置、西に広住町、中川運河を挟んで南に露橋、北に西日置町に接する。

### 河川
- 中川運河

## 歴史

### 沿革
- 1934年（昭和9年）7月15日 - 中区西日置町・露橋町の各一部により、同区柳堀町が成立[1]。
- 1937年（昭和12年）10月1日 - 中村区編入により、同区柳堀町となる[1]。
- 1944年（昭和19年）2月11日 - 中川区編入により、同区柳堀町となる[1]。
- 1980年（昭和55年）5月25日 - 中川区露橋町・西日置町・広住町の各一部を編入する[1]。

## 世帯数と人口
2019年（平成31年）2月1日現在の世帯数と人口は以下の通りである。
| 町丁   | 世帯数  | 人口  |
| ------ | ------- | ----- |
| 柳堀町 | 351世帯 | 644人 |

## 学区
市立小・中学校に通う場合、学校等は以下の通りとなる。また、公立高等学校に通う場合の学区は以下の通りとなる。
| 番・番地等 | 小学校               | 中学校               | 高等学校 |
| ---------- | -------------------- | -------------------- | -------- |
| 全域       | 名古屋市立広見小学校 | 名古屋市立山王中学校 | 尾張学区 |

## 施設

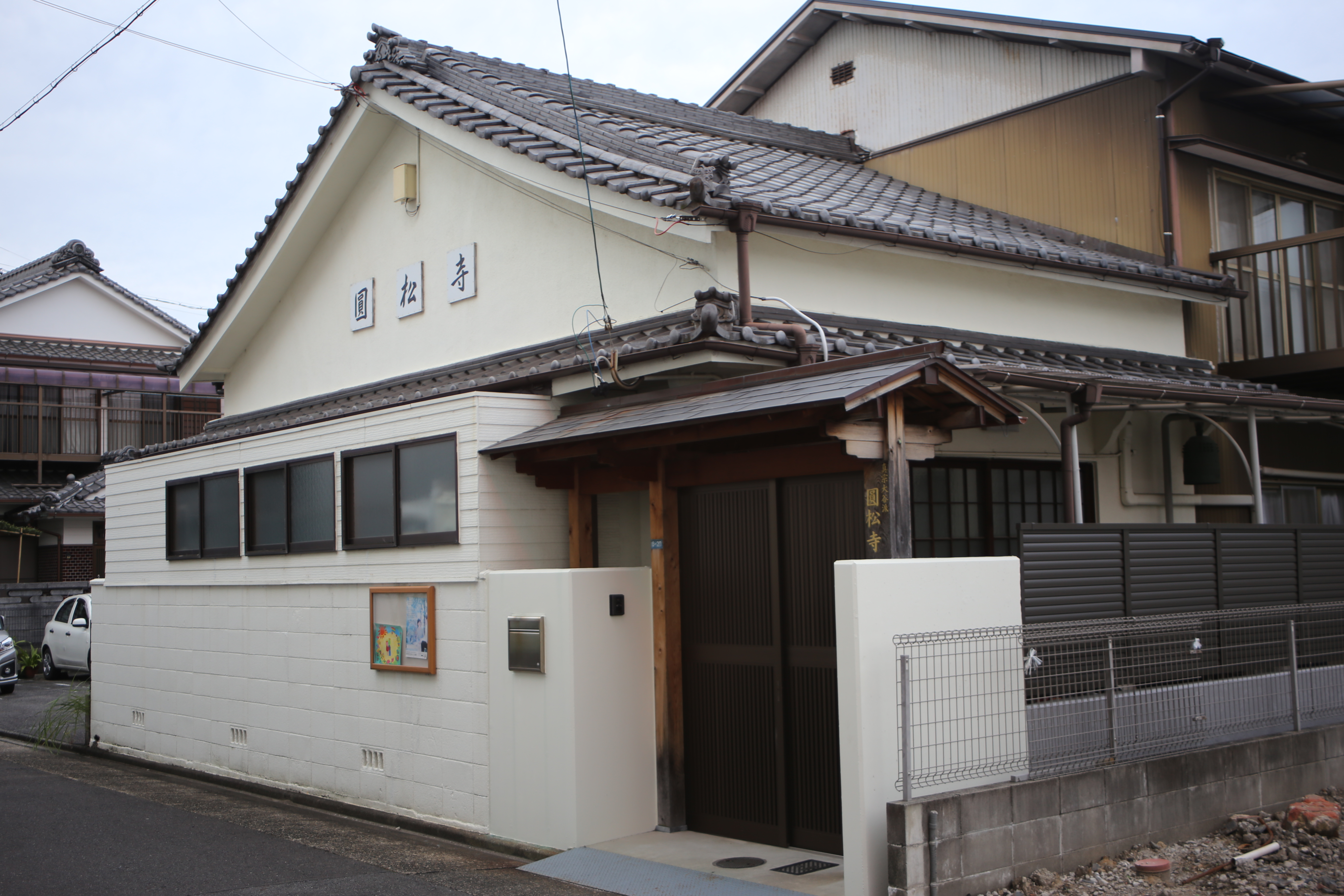
圓松寺
- 柳堀公園

- 圓松寺

## その他

### 日本郵便
- 郵便番号 : 454-0006[WEB 2]（集配局：中川郵便局[WEB 7]）。

### WEB
1. 1 2  “町・丁目(大字)別、年齢(10歳階級)別公簿人口(全市・区別)”.   名古屋市 (2019年2月20日). 2019年2月20日閲覧。
2. 1 2  “郵便番号”.  日本郵便. 2019年2月10日閲覧。
3. ↑  “市外局番の一覧”.   総務省. 2019年1月6日閲覧。
4. ↑  “中川区の町名一覧”.   名古屋市 (2015年10月21日). 2019年2月13日閲覧。
5. ↑  “市立小・中学校の通学区域一覧”.   名古屋市 (2018年11月10日). 2019年1月14日閲覧。
6. ↑  “平成29年度以降の愛知県公立高等学校（全日制課程）入学者選抜における通学区域並びに群及びグループ分け案について”.   愛知県教育委員会 (2015年2月16日). 2019年1月14日閲覧。
7. ↑  郵便番号簿 平成29年度版 - 日本郵便. 2019年02月10日閲覧 (PDF)

### 書籍
1. 1 2 3 4  名古屋市計画局 1992, p. 830.